# Thomas Dolliver Church
Thomas Dolliver Church (27. dubna 1902 Boston – 30. srpna 1978) byl americký zahradní architekt.

## Život
Thomas Dolliver Church se narodil v Bostonu a vyrůstal ve městě Ojai a Berkeley, v Kalifornii. Získal titul bakalář umění v oboru v University of California, Berkeley v roce 1923. Později získal magisterský titul v Harvard Graduate School of Design. Thomas Dolliver Church navštívil Itálii a Španělsko na dobu šesti měsíců kvůli Sheldon Fellowship, za což mu byla udělena na Harvardu. Po návratu z Evropy učil na Ohijské státní univerzitě po dobu jednoho roku před návratem do San Francisco Bay. Učil na univerzitě v Berkeley v roce 1929–1930 a založil si soukromou praxi v Pasatiempo Estates v roce 1930 Odstěhoval do San Francisca v roce 1932 a založil si zde praxi. Thomas Dolliver Church si otevřel v roce 1933 svou firmu na 402 Jackson Street v San Francisku a pokračoval v práci ve stejné funkci až do svého odchodu do důchodu v roce 1977. Zemřel 30. srpna 1978.

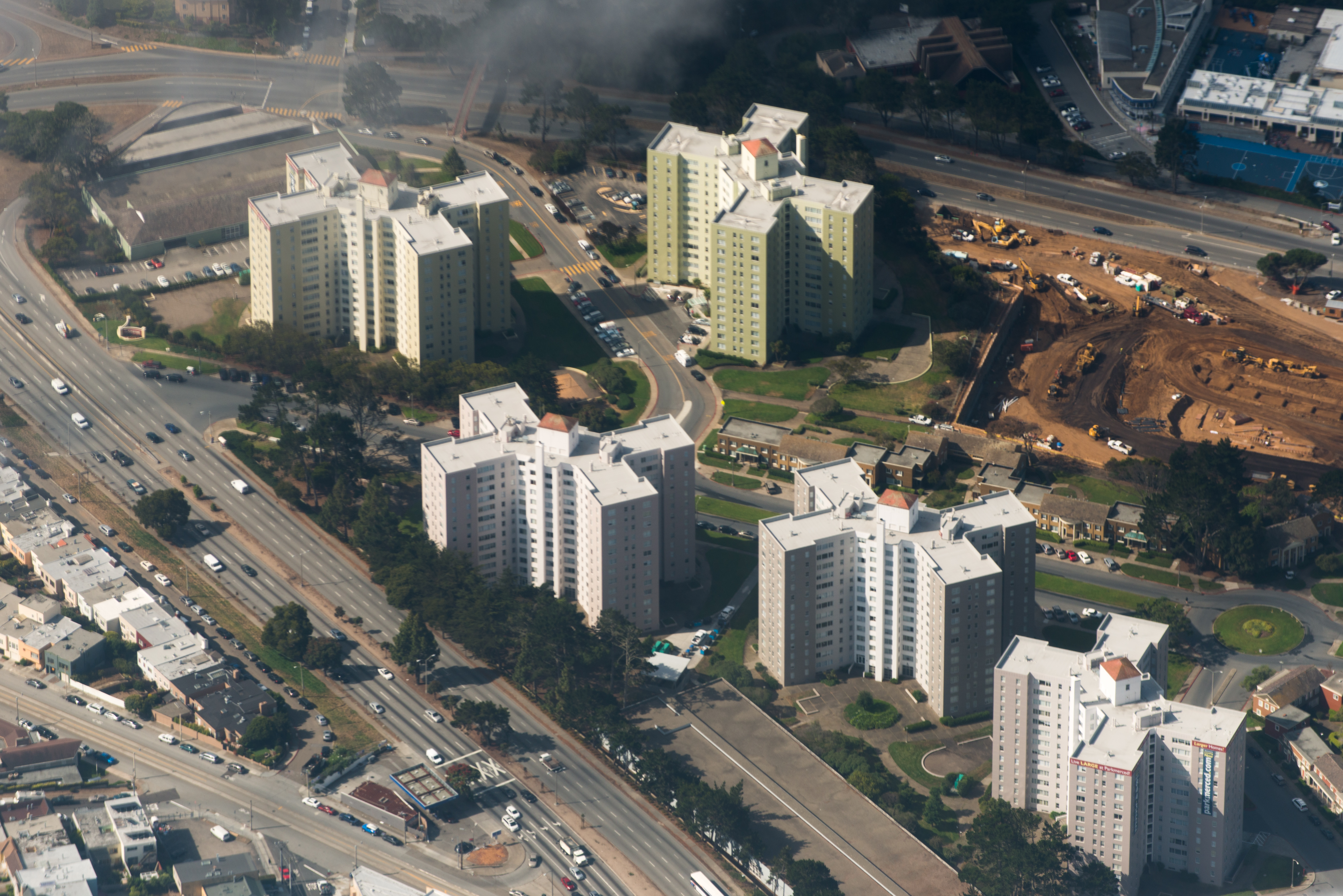
Letecký pohled na pět budov Parkmerced

## Dílo
V době, kdy Thomas Dolliver Church začal praxi, neoklasicistní hnutí bylo ještě novým designem. Thomasovo vzdělání v UC-Berkeley a na Harvardu, spolu s jeho cestou do Evropy, v něm upevnilo smysl pro klasické formy. Nicméně je Thomas Dolliver Church znám jako ten, kdo otevřel dveře modernímu hnutí v krajinářské architektuře pro to, co je známé jako “California Style” (kalifornský styl).
Ve své knize Gardens Are For People (Zahrady jsou pro lidi) uvádí čtyři zásady sadovnické tvorby, podle kterých svůj návrh zpracovával. Jsou to:
- Jednota, což vnímá jako posouzení systémů jako celku, což platí pro dům i zahradu.
- Funkčnost, která je vztahem pro praktické použití pro domácnosti a vztah dekorativních ploch k potřebám a potěšením těch, kteří je používají.
- Jednoduchost, která může spočívá v ekonomickém a estetickém rozložení prvků.
- Různorodost, což dává příjemný vztah částí k sobě navzájem.

Je třeba zdůraznit, že ačkoliv používal prvky moderních myšlenkových směrů, Thomas Dolliver Church nikdy neopustil pevné principy používané v minulosti. Jedna z věcí, v které byl jeho design jedinečný, bylo bezproblémové spojení dvou opačných stylů, kdy dokázal v jediném celku sladit opačné principy designu zahradní architektury. Dalším designovým prvkem který často používal, bylo rozdělení venkovní obytného prostoru na části nebo rozdělení krajiny do oddělených „místností“.
Většina Churchovy práce byly zahrady u domů a údajně vytvořil přes 2000 návrhů. Jeho nejznámějším dílem je Parkmerced, obytný komplex v San Franciscu, Kalifornie, a Donnellovy zahrady v Sonoma County, Kalifornie. Thomas Dolliver Church ale také dohlížel na tvorbu plánů University of California, Berkeley, University of California, Santa Cruz, Harvey Mudd College, Woodside Priory School, a Wascana centrum v Regina, Saskatchewan. Navrhl úpravy pozemků u amerického velvyslanectví v Havaně (Kuba), pro General Motors upravil Výzkumné centrum v Detroitu, Des Moines Art Center, Hotel El Panama v Panama City a pozemky u Mayo Clinic v Rochesteru, (Minnesota) a Merced Park v San Franciscu. Thomas Church prožil jako zahradní architekt dlouhou a úspěšnou kariéru.